# Рогава, Дуня Яковлевна
Дуня Яковлена Рогава (1917 год, село Ахалсопели, Зугдидский уезд, Кутаисская губерния — неизвестно, село Ахалсопели, Зугдидский район, Грузинская ССР) — колхозница колхоза имени Берия Ахалсопельского сельсовета Зугдидского района, Грузинская ССР. Герой Социалистического Труда (1950).

## Биография
Родилась в 1917 году в крестьянской семье в селе Ахалсопели Зугдидского уезда. С середины 1930-х годов трудилась на чайной плантации колхоза имени Берия Зугдидского района (с 1953 года — колхоз имени Ленина), председателем которого с 1938 года был Антимоз Михайлович Рогава.
В 1949 году собрала 6079 килограмм сортового зелёного чайного листа на участке площадью 0,5 гектара. Указом Президиума Верховного Совета СССР от 19 июля 1950 года удостоена звания Героя Социалистического Труда за «получение высоких урожаев сортового зелёного чайного листа и цитрусовых плодов в 1949 году» со вручением ордена Ленина и золотой медали «Серп и Молот» (№ 5264).
Этим же указом званием Героя Социалистического Труда были награждены восемь тружеников колхоза имени Берия чаеводы Вакоша Акакиевна Берия, Ираклий Дзикиевич Берия, Натела Бочоевна Гардава, Этери Элизбаровна Джоджуа, Минадора Партеньевна Минадора, Владимир Несторович Козуа, Ольга Александровна Купуния и Лили Кондратьевна Ревия.
После выхода на пенсию проживала в селе Ахалсопели Зугдидского района. Дата смерти не установлена.
Награды
- Герой Социалистического Труда
- Орден Ленина
- Медаль «За трудовую доблесть» (02.04.1966)